# Annie Cohen-Solal

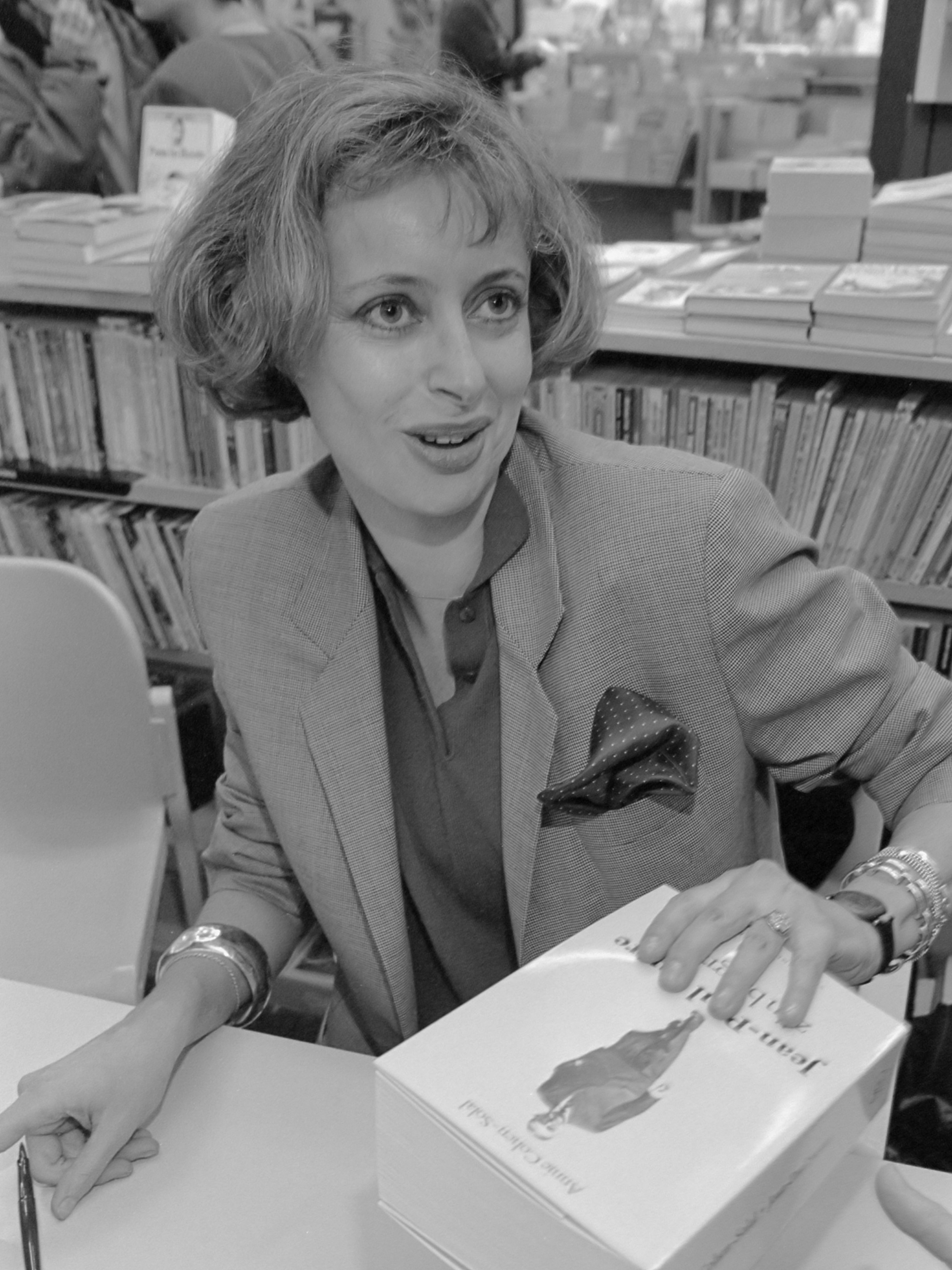
Annie Cohen-Solal (1988)

Annie Cohen-Solal (Algerije, 1948) is een Franse schrijfster, biografe, historica en kunsthistorica.
Ze studeerde Letteren aan de Sorbonne waar ze afstudeerde op een scriptie over de schrijver Paul-Yves Nizan (1905-1940), Frans communistisch auteur en reiziger. Over hem schreef ze later een proefschrift dat in een handelseditie verscheen. Nizan was bevriend met Jean-Paul Sartre. Toen een Amerikaanse uitgever kennisnam van Cohen-Solals Nizan-boek, werd haar door deze uitgeverij verzocht een biografie over Sartre te schrijven. Het boek verscheen in 1985 en werd in zestien talen vertaald, waaronder het Nederlands. Veelbesproken was het interview dat Cohen-Solal gaf in het boekenprogramma van Adriaan van Dis. Na de uitzending werden in Nederland tienduizenden exemplaren van de Sartre-biografie verkocht. Van Dis noemde haar boek later "het minst gelezen boek in de Nederlandse boekenkasten".
Cohen-Solal was gastdocente aan tal van universiteiten en is als hoogleraar verbonden aan de Universiteit van Caen. In 2003 verscheen een Nederlandse vertaling van haar boek over de opkomst van de Amerikaanse beeldende kunst in de twintigste eeuw, getiteld: Naar levend model. Zij schreef ook een boek over de New Yorkse kunsthandelaar Leo Castelli.